# Paramelomys levipes
Paramelomys levipes is een knaagdier uit het geslacht Paramelomys dat voorkomt in het Sogeri-plateau en de Astrolabe Range (tot op 700 m hoogte) in het zuidoosten van Papoea-Nieuw-Guinea. Verschillende andere huidige soorten (Mammelomys lanosus, M. rattoides, P. lorentzii, P. mollis en P. naso) werden vroeger ook tot P. levipes gerekend, maar vanaf het begin van de jaren 90 van de 20e eeuw werd duidelijk dat de echte P. levipes alleen voorkomt in dat kleine gebied in het zuidoosten van Nieuw-Guinea. Het is echter mogelijk dat P. naso in feite een ondersoort van P. levipes is, en er zijn enkele exemplaren uit andere delen van Papoea-Nieuw-Guinea en uit Nieuw-Brittannië die mogelijk ook bij P. levipes horen.
Deze soort lijkt het meeste op P. mollis en P. naso, maar P. mollis heeft een langere, hardere vacht en een smallere achtervoet en P. naso is iets kleiner. De vacht is kort en zacht. De rug is roodbruin, de onderkant grijs. De korte staart is van boven donker en van onder licht. Uit elke schub komt slechts één haar. De lange, smalle handen en voeten zijn licht van boven. De kop-romplengte bedraagt 140 tot 168 mm, de achtervoetlengte 33 tot 38 mm en de oorlengte 11 mm. Vrouwtjes hebben 0+2=4 mammae.